# Макаровский, Денис Сергеевич
Дени́с Серге́евич Макаро́вский (укр. Денис Сергійович Макаровський; 1998) — украинский военнослужащий, майор, участник российско-украинской войны. Герой Украины (2022).  

## Биография
В 2015 году Денис Макаровский поступил в Военную академию в Одессе. После окончания в 2019 году был распределён в 81-ю отдельную аэромобильную бригаду, где начал службу на должности командира разведывательного взвода.
С началом полномасштабного вторжения России в Украину 25 февраля 2022 года его подразделение первым вступило в бой на Харьковском направлении. Впоследствии участвовал в обороне Изюма, где был ранен, но продолжал выполнять боевые задачи. Позже принимал участие в боях за так называемый «Шервудский лес» и в Святогорской кампании. С лета 2022 года вместе с подразделением участвует в боях за Белогоровку в Луганской области.

## Награды
- Звание «Герой Украины» с удостоением ордена «Золотая Звезда» (18 ноября 2022) — за личное мужество и героизм, проявленные в защите государственного суверенитета и территориальной целостности Украины, верность военной присяге[1].
- Орден «За мужество» III степени (5 апреля 2022) — за личное мужество и самоотверженные действия, проявленные в защите государственного суверенитета и территориальной целостности Украины, верность военной присяге[2].